# Кизилатеш, Джемаль Алиевич
Джема́ль Алиевич Кизила́теш (укр. Джемаль Алієвич Кизилатеш / тур. Cemâl Ali Kizilateş; род. 14 марта 1994, Стамбул;, Турция) — украинский футболист турецкого происхождения, полузащитник.

## Ранние годы
Родился 14 марта 1994 в Стамбуле в семье турка и украинки. Там пошёл в школу и закончил первый класс. По семейным обстоятельствам в семь с половиной лет Джемаль вынужден был переехать из Стамбула в Киев, где поселился у своей бабушки — Алины Васильевны, которая, в дальнейшем и воспитывала мальчика, не знавшего в начале ни украинского языка, ни местных традиций. В Киеве Джемаль рос на Нивках, на улице Салютной, где находилась детская школа ФК «Динамо», поэтому вскоре Кизилатеш записался в группу ребят 1994 года рождения. Занимался он там не более месяца, после чего был отчислен.
Джемаль продолжил обучение в другой столичной футбольной школе — «Зирка», где был определён в группу подготовки Алексея Александровича Яковенко (старшего брата игрока киевского «Динамо» и бывшего наставника молодёжной сборной Украины Павла Яковенко). После этого с ним работали Сергей Васильевич Одинцов и Сергей Васильевич Панченко. В 2003 году в Святошинском районе Киева проводился Кубок Владимира Мунтяна среди детских команд, где «Зирка» заняла второе место. Лучшим игроком этого турнира был признан Кизилатеш, который свою детскую команду выводил на поле с капитанской повязкой. В течение 2007—2010 годов выступал в ДЮФЛ за киевские КСДЮШОР, ДЮСШ-15 и «Зирку».

## Игровая карьера
С 2010 года играл за любительские команды «Бородянка», «Рубин», «Музычи» и «Володарка» в чемпионате Киевской области. Летом 2013 года Джемаль и его партнёры по «Володарке» вратарь Прокопенко, защитники Гетьман и Костюченко, полузащитники Куба, Пилипенко, Тутаров и Швец, нападающий Гришин перебрались в вылетевший из первой лиги во вторую и сменивший название клуб «Арсенал-Киевщина» (Белая Церковь). По итогам сезона 2013/14, проведённого во второй лиге Кизилатеш попал в символическую «молодёжную сборную» второй лиги по версии сайта Football.ua. Полузащитник сыграл 34 матча за белоцерковцев, набрав в них девять очков по системе «гол + пас» (4 + 5) и стал предметом интереса со стороны более сильных клубов.
Летом 2014 Кизилатеш проходил просмотр в «дубле» полтавской «Ворсклы», после чего старший тренер «молодёжки» полтавчан Александр Омельчук пригласил его в команду на правах аренды. Из Белой Церкви в Полтаву полузащитник переехал вместе с партнёром по «Арсеналу-Киевщине» голкипером Вадимом Прокопенко.
В молодёжном первенстве 2014/15 Кизилатеш сразу стал основным игроком «бело-зеленых». 20 сентября 2014 года Джемаль дебютировал в Премьер-лиге, выйдя на замену на 92 минуте матча против запорожского «Металлурга» вместо Александра Ковпака. В межсезонье Кизилатеш проходил подготовительный сбор в Словении с основой, а накануне старта нового сезона сайт Football.ua называл его «молодой надеждой» «Ворсклы».